# Gaëtan Noël
Pour les articles homonymes, voir Noël (homonymie).
Gaëtan Noël, né le 11 mars 1920 à Sotteville-lès-Rouen (Seine-Inférieure) et mort le 6 septembre 1996 dans le 14e arrondissement de Paris, est un acteur français.

## Filmographie

### Cinéma
- 1954 : Papa, maman, la bonne et moi de Jean-Paul Le Chanois
- 1954 : La Tour de Nesle d'Abel Gance
- 1955 : Le Secret de sœur Angèle de Léo Joannon
- 1955 : Toute la ville accuse de Claude Boissol
- 1956 : Ah ! Quelle équipe de Roland Quignon
- 1956 : L'amour descend du ciel de Maurice Cam
- 1957 : Charmants Garçons d'Henri Decoin : Un chasseur
- 1957 : En cas de malheur de Claude Autant-Lara
- 1957 : Le Tombeur de René Delacroix
- 1966 : Qui êtes-vous, Polly Maggoo ? de William Klein
- 1970 : Le Temps de mourir d'André Farwagi
- 1973 : Le Magnifique de Philippe de Broca
- 1978 : Le Cavaleur de Philippe de Broca : Le maître d'hôtel
- 1985 : La Gitane de Philippe de Broca
- 1991 : Les Clés du paradis de Philippe de Broca

### Télévision
- 1958 : L'Alcade de Zalamea, téléfilm de Marcel Bluwal
- 1966 : La 99ème minute de François Gir
- 1969 : Que ferait donc Faber ? (série) réal. par  Dolorès Grassian
- 1968 : Les Compagnons de Baal de Pierre Prévert : Le Psychiatre
- 1965 : Le Théâtre de la jeunesse : Sans-souci ou Le Chef-d'œuvre de Vaucanson d'Albert Husson, réalisation Jean-Pierre Decourt

## Théâtre
- 1955 : La Tragédie de Roméo et Juliette de William Shakespeare, mise en scène Michel Saint-Denis, Comédie de l'Est
- 1955 : Juge de son honneur ou l'Alcade de Zalamea de Pedro Calderón de la Barca, mise en scène Daniel Leveugle, Comédie de l'Est
- 1956 : Traquenard de Frédéric Valmain d'après James Hadley Chase, mise en scène Jean Dejoux, Théâtre Charles de Rochefort
- 1960 : Génousie de René de Obaldia, mise en scène Roger Mollien, TNP Théâtre Récamier
- 1960 : Les Radis creux de Jean Meckert, mise en scène Étienne Bierry, Poche Montparnasse
- 1960 : Le Mobile d'Alexandre Rivemale, mise en scène Jean-Pierre Grenier, Théâtre Fontaine
- 1964 : Maître Puntila et son valet Matti de Brecht, mise en scène Georges Wilson, TNP Théâtre de Chaillot
- 1996 : La Puce à l'oreille de Georges Feydeau, mise en scène Bernard Murat,  Théâtre des Variétés